# Atlantoxerus getulus
Écureuil de Barbarie, Écureuil de Berberie, Écureuil de Gétulie
Genre
Espèce
Statut de conservation UICN

 LC  : Préoccupation mineure
L'Écureuil de Barbarie (Atlantoxerus getulus) ou Écureuil de Berbérie est l'unique espèce du genre Atlantoxerus. Ce mammifère est un rongeur de la famille des Sciuridae, endémique du Maroc et de l’Ouest algérien.

## Classification et dénominations
Carl von Linné (1758) a initialement nommé cet écureuil : Sciurus getulus, elle a été la première espèce d'écureuil répertoriée en Afrique et est aussi la seule existant au Nord du Sahara. Le genre Atlantoxerus a été créé par C.J. Forsyth Major (1893). En raison des caractéristiques physiques de cet écureuil dans le genre Xerus, il a d'abord été traité comme un sous-genre Atlantoxerus. Atlantoxerus a été officiellement porté au rang générique par O. Thomas (1909) et incorporé dans la tribu Xerini par Moore (1959), dans la sous-famille Xerinae (Gromov et al 1965, Wilson et Reeder, 2005).
Noms communs de l'Écureuil de Barbarie : Écureuil fouisseur de Barbarie ou Écureuil de Berberie,, Écureuil de Gétulie ou Écureuil gétule ou encore Écureuil terrestre nord-africain.
Noms vernaculaires :
- au Maroc, les habitants des montagnes de l'Atlas l'appellent ⴰⵏⵥⵉⴹ anẓiḍ (en berbère, au féminin ⵜⴰⵏⵥⵉⵜⵜ tanẓitt), et c'est par ailleurs un nom de famille assez courant aussi bien chez les Berbères musulmans que juifs, qui renvoie au nom ⴰⵏⵥⴰⴷ anẓad, poil, cheveu en tamazight ;
- en Kabylie, il est connu sous le nom d'acbirdu. Quant à ⴰⴱⴳⵓⵔ abgur, c'est un emprunt (avec métathèse et sonorisation du k, kb, bg) au phénico-punique akbur qui signifie souris, rat comme en hébreu ;
- à Taza (Maroc), il est aussi connu sous l'appellation de chefchen (en arabe :  شفشن) et comme nemss (en arabe : النمس) dans le Moyen Atlas.

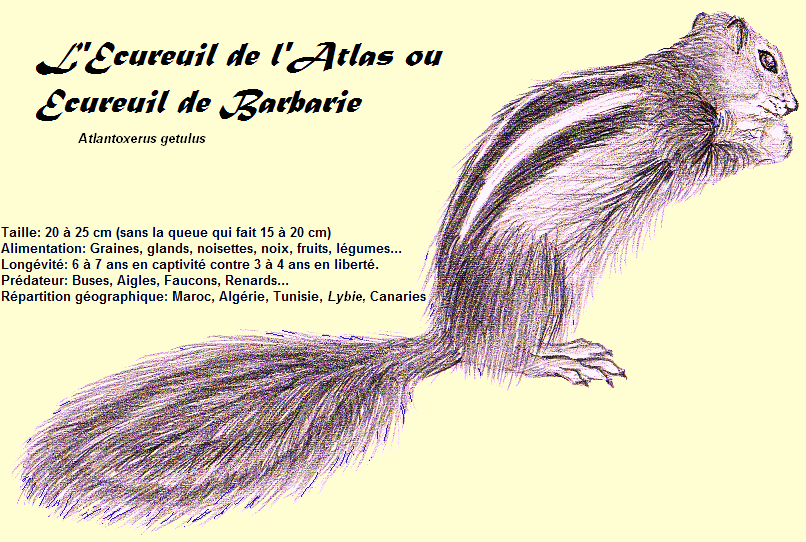
Écureuil de Barbarie (planche naturaliste)

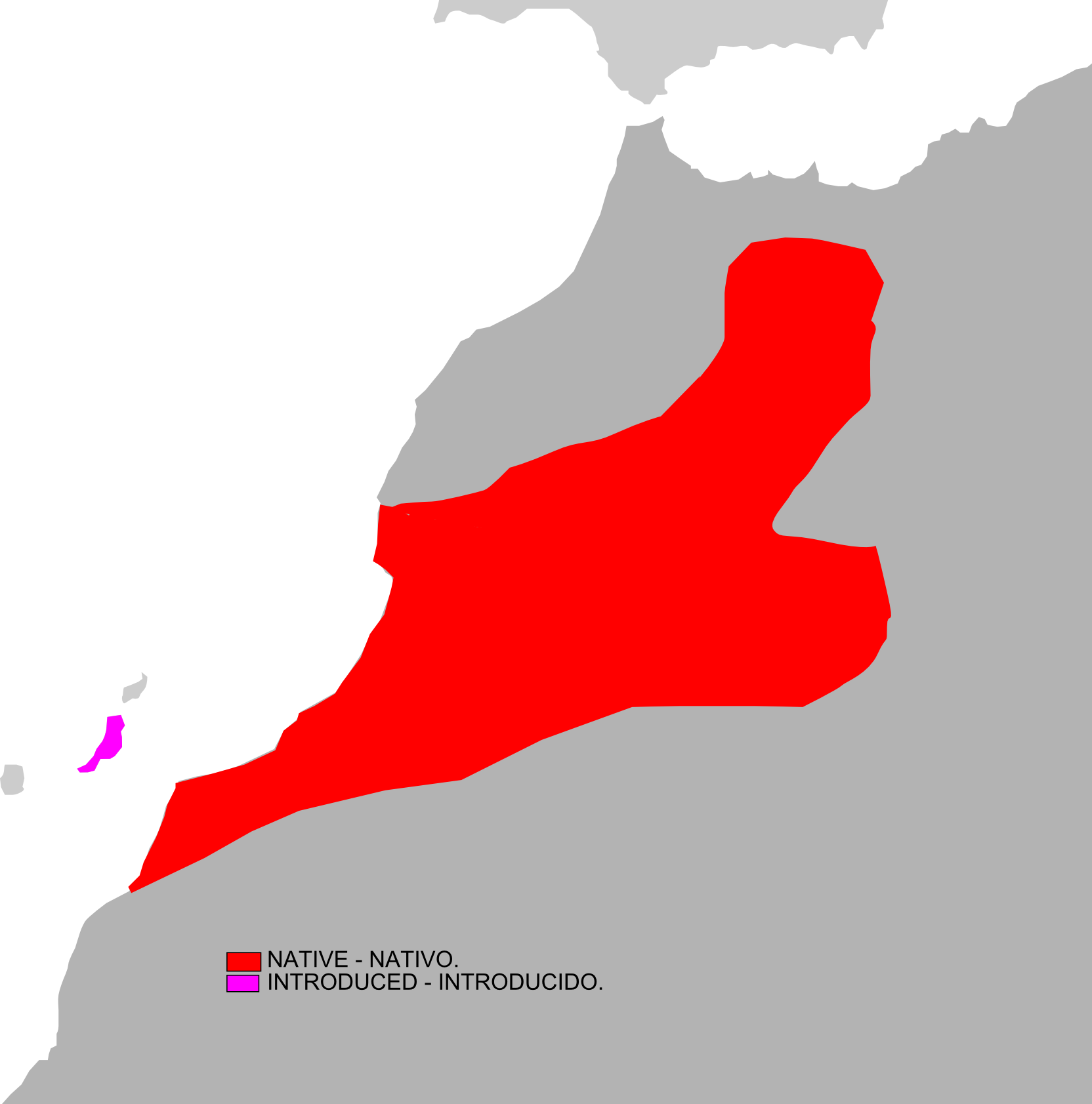
Aire de répartition de l'Écureuil de Barbarie

## Aire de répartition
Selon l'UICN, l'Écureuil de Barbarie vit au Maroc et en Algérie. L'espèce est présente en grand nombre à l’Ouest de l’Atlas saharien, sur les wilayas d’El Bayadh, Naâma et Béchar, en Algérie. La Tunisie et l'Ouest de la Libye hébergeraient aussi l'espèce. La répartition est étagée du niveau de la mer aux pelouses alpines des trois Atlas (Moyen Atlas, Haut Atlas et Anti Atlas) jusqu’à 3–4000 m d’altitude et, parmi une grande diversité d’habitats rocheux, en contexte généralement aride.
Aux îles Canaries, un couple a été introduit en 1965 à Fuerteventura ; depuis l'espèce est devenue envahissante (en Europe, douze espèces sont présentes dont six autochtones et six introduites). La plupart des prédateurs de Fuerteventura l'ont incorporé dans leur régime alimentaire (Felis catus, Buteo buteo, Falco tinnunculus et Corvus corax). Le busard commun[Quoi ?]  chasse également les écureuils, dont il est un important agent régulateur.
Selon UICN (2000), une espèce exotique dont l’introduction, l’installation et la propagation menacent les écosystèmes, les habitats ou les espèces indigènes avec des conséquences environnementales et/ou économiques et/ou sanitaires négatives. Les espèces exotiques envahissantes (susceptibles d’être introduites dans de nouveaux écosystèmes de façon intentionnelle ou accidentelle) constituent une menace pour la biodiversité. Elles peuvent aussi avoir des conséquences sur la santé humaine, la productivité agricole etc. Aux Canaries, l'écureuil de Barbarie perturbe le mécanisme de dispersion des plantes, des populations de prédateurs, participe à l'introduction de parasites, à la prédation d’oisillons et d’escargots endémiques et fait des dégâts dans les cultures,.

## Écologie

### Comportement
Ce sont des animaux grégaires vivant en petites colonies sans structure sociale apparente. Pendant la période de reproduction, la composition du groupe est variable quelle que soit la région. Il peut s'agir de femelles solitaires accompagnées de leurs jeunes, de groupes avec plusieurs adultes des deux sexes. L’association la plus courante semble être avec deux femelles. Au Maroc, la reproduction a lieu en été dans les sites d’altitude du Haut et du Moyen Atlas, ailleurs au printemps. Il peut y avoir deux portées par an de deux petits.
Les écureuils sont plus abondants dans secteurs abrités (carrières, murs de pierre) etc. Ils ne fréquentent pas les arbres (non arboricoles) mais creusent des terriers dans les pierriers et les éboulis stables ou aménagent une tanière sous un bloc. Le terrier n'est jamais installé dans les tabliers d'éboulis instables,.
L'Écureuil de Barbarie est un rongeur très vif. Son activité est principalement diurne. L'activité hors du terrier est limitée à tôt le matin et en fin d'après-midi en raison des températures élevées. De temps à autre, il se perche sur les hauteurs afin de voir les alentours. C'est un animal facilement apprivoisé mais qui est protégé par la loi.

### Alimentation
En contexte naturel, l'écureuil se nourrit de fruits et graines de pistachier et d’arganier. Il a un régime principalement végétarien, occasionnellement omnivore.
L'alimentation de l'Écureuil de Barbarie est essentiellement composée de graines (glands, noisettes, noix, graines de tournesol, etc.), de fruits charnus, (pommes, pêches, dattes, etc.) et de diverses racines ou tubercules comme des carottes, pommes de terre, etc. Il peut également se nourrir d'insectes voire des oisillons. Les colonies s'installent dans les zones où il y a une source alimentaire suffisante. Ils migrent lorsque leur population devient excessive et que la source de nourriture devient rare.
À Fuerteventura, outre l'alimentation apportée par les touristes (cacahuètes et fruits par exemple), les écureuils vont se nourrir sur le platier en fin de journée et pêchent des coquillages.

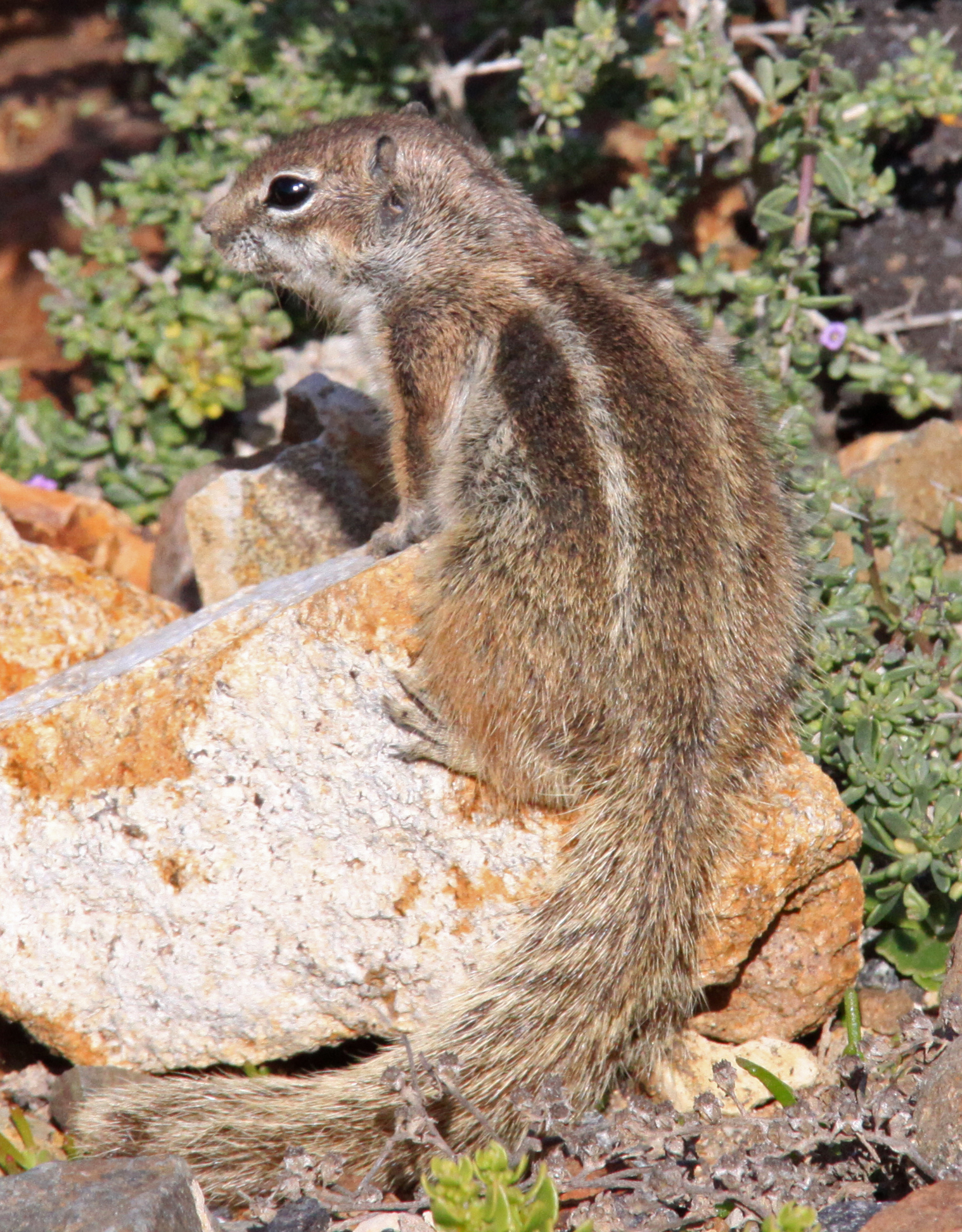
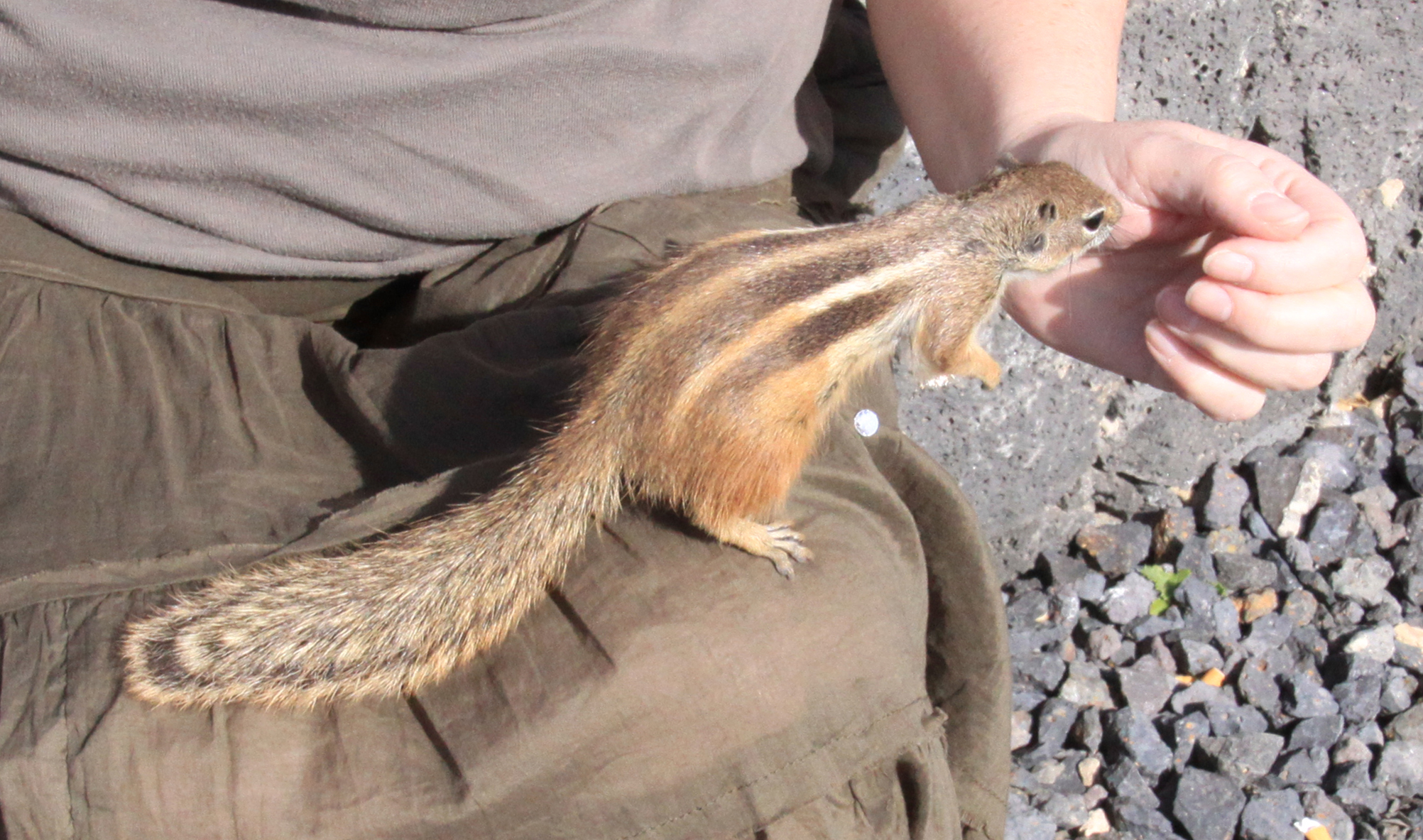
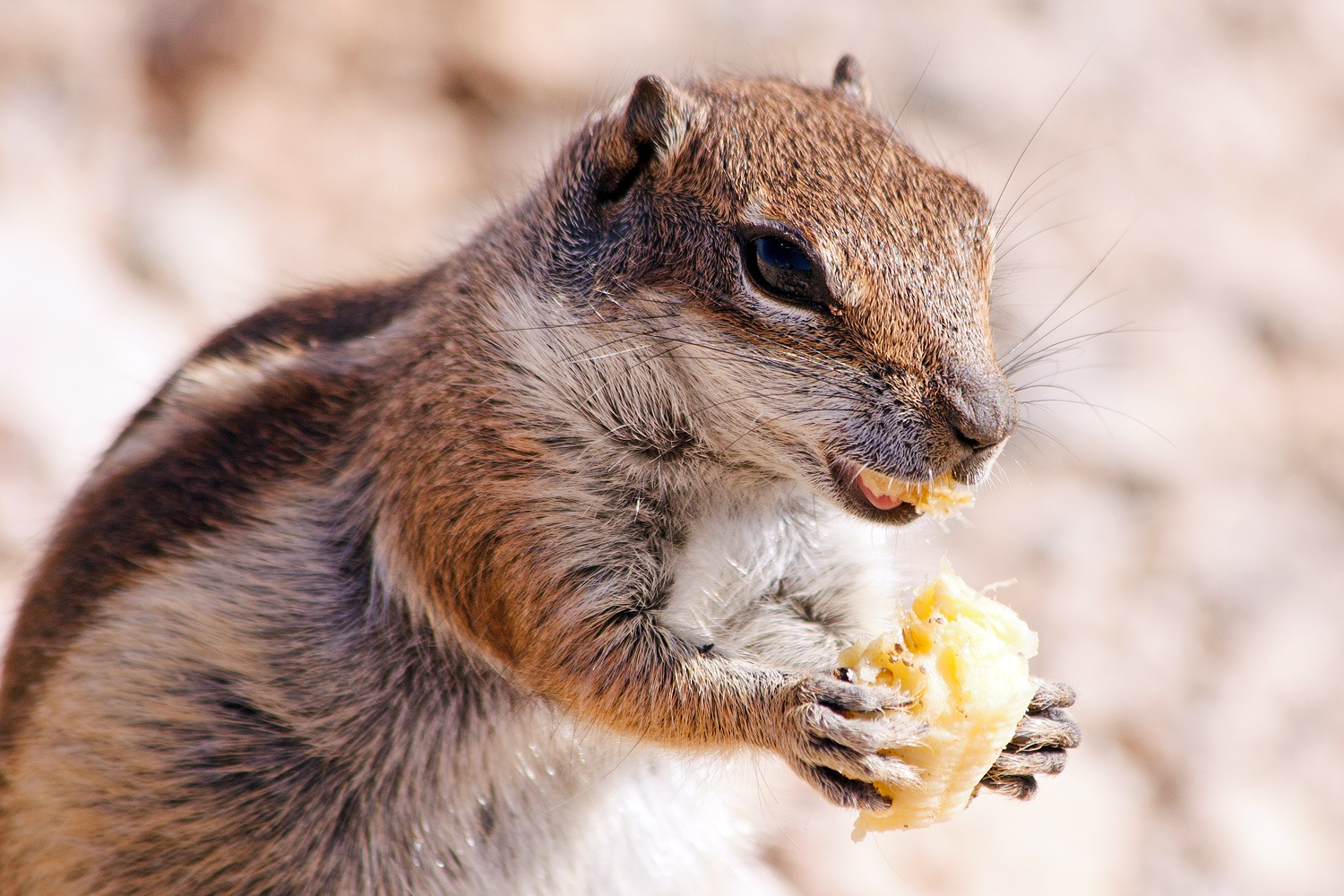
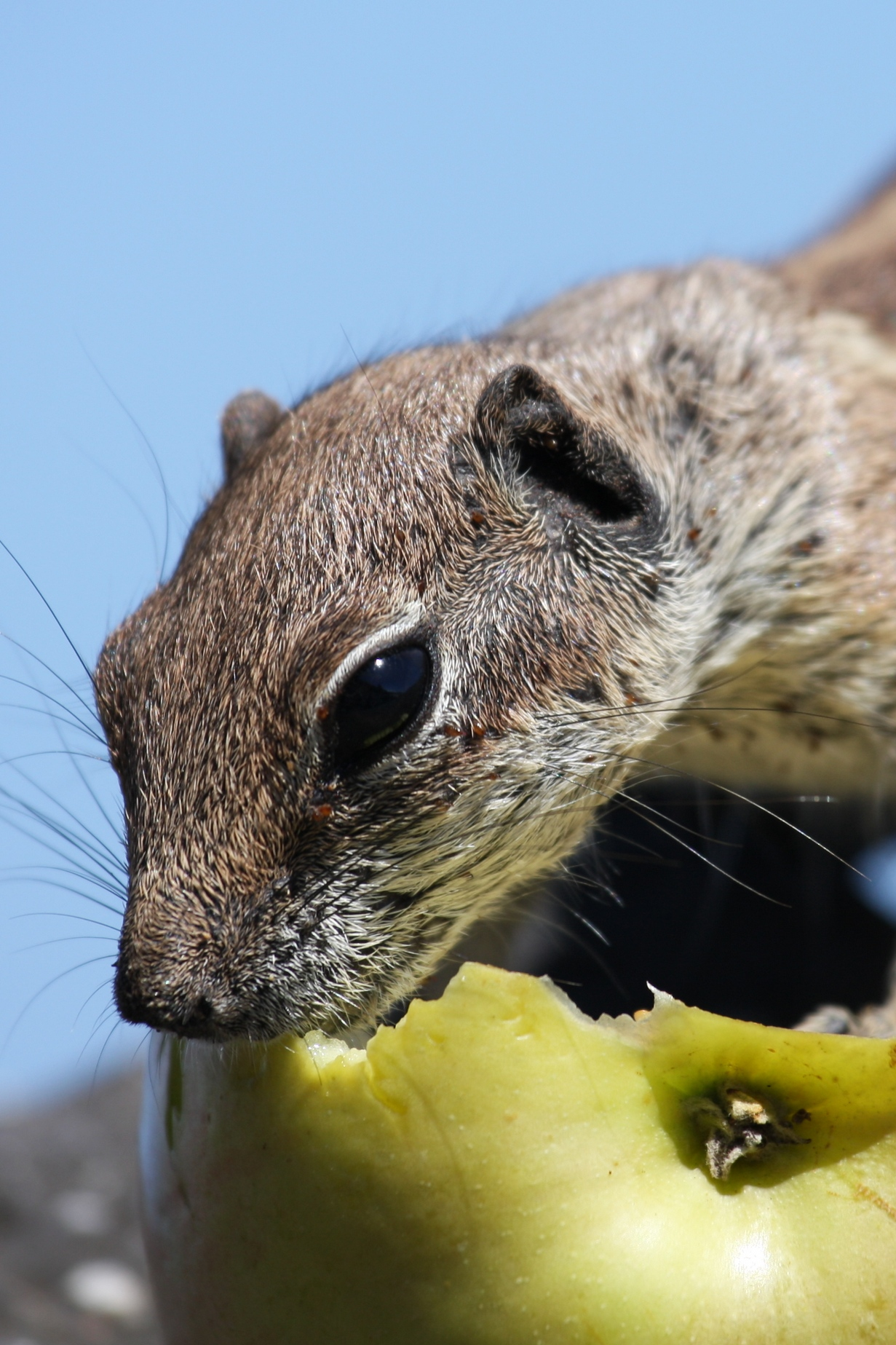
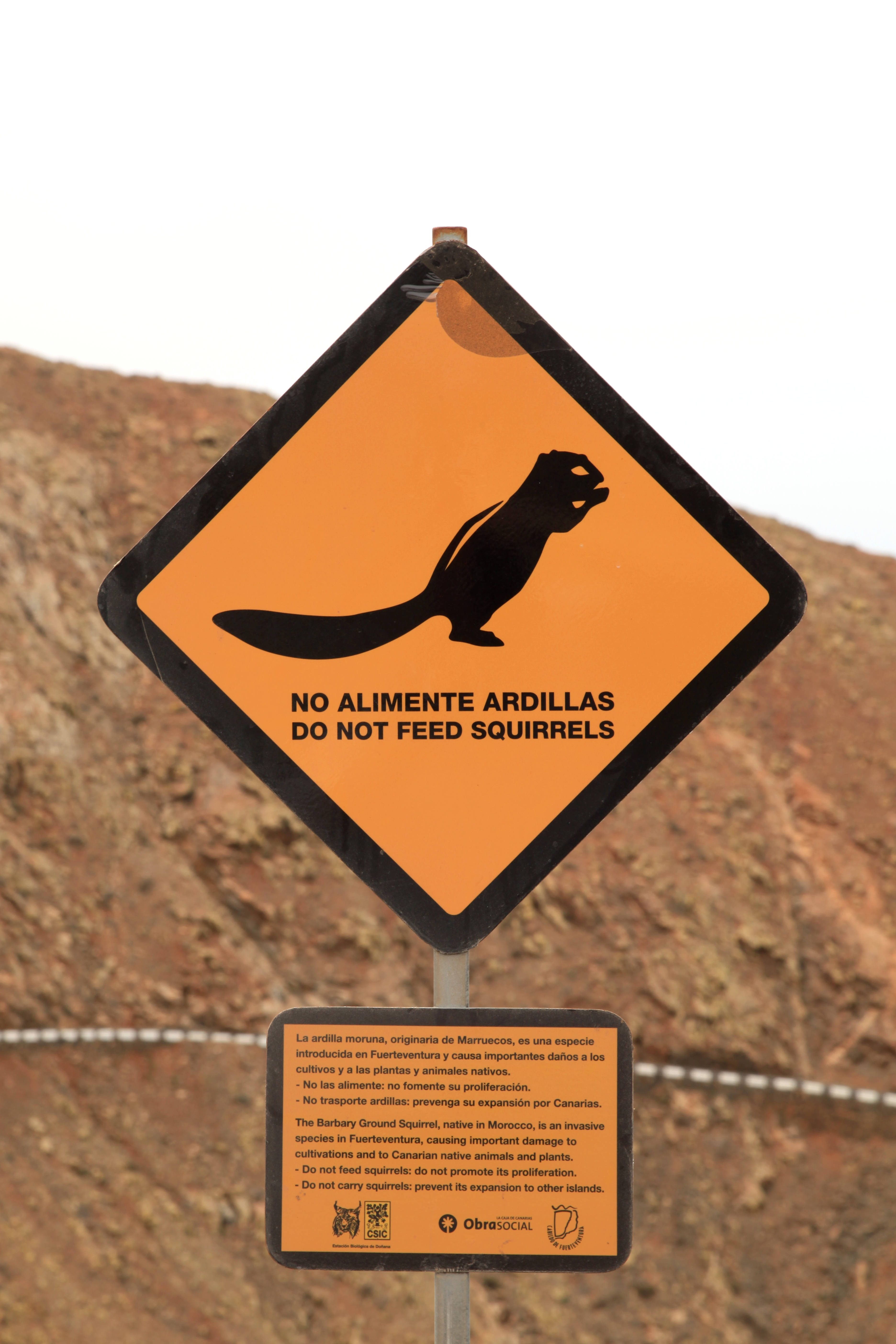

## Biologie

### Morphologie
C'est un écureuil terrestre très reconnaissable avec de minuscules oreilles, un pelage de couleur dorée et blanc sur les flancs, plus quatre rayures longitudinales brun foncé et blanches sur le dos. La tête tire sur le brun rougeâtre. Le poil est relativement long et dense. La queue est touffue avec des anneaux alternativement clairs et sombres.
L'Ecureuil de Barbarie a une taille moyenne est de 16 – 22 cm (sans la queue de 15 à 20 cm) pour 300 – 350 g.

### Longévité
L'Écureuil de Barbarie peut vivre 6 à 7 ans en captivité contre 3 à 4 ans en liberté. Une longévité plus courte en milieu naturel tient comme toujours à la pression de prédation et aux maladies. L'animal est par exemple la proie des buses, des aigles, des renards, etc.

### Pathologie
L'Ecureuil de Barbarie peut véhiculer des taxons hautement pathogènes en plus de bactéries infectieuses pour les animaux et l'homme. Dans sa région d'origine, il peut même causer la mort par septicémie avec une simple morsure. Il peut être porteur de virus récurrents de type africano-hispanique, transmissibles à l'homme comme le typhus murin ou la leishmaniose.
Une étude sur des populations introduites de Fuerteventura et indigènes au Maroc (été 2006) a montré que les animaux sont porteurs de trématodes, cestodes et nématodes, soit cinq familles : Brachylaima sp. (Brachylaimidae), Catenotaenia chabaudi (Catenotaeniidae), Protospirura muricola (Spiruridae), Dermatoxys getula et Syphacia pallaryi (Oxyuridae), Trichostrongylus sp. (Trichostrongylidae). Brachylaima sp. a été trouvé dans la population isolée seulement, en raison d'une alimentation qui comprend des escargots. Les deux oxyurides ont été trouvés sur les deux sites. La population continentale présente une richesse en espèces plus élevée (5 contre 3 espèces).
L'introduction d'une espèce peut accroître les risques pour la santé humaine, par l'apport de nouveaux agents pathogènes ou l’amplification de ceux présents. Par exemple, les écureuils introduits comme le Tamia de Sibérie peuvent participer à la prolifération de la borréliose de Lyme qui est une maladie qui affecte gravement l’homme. Il est recommandé par les écologues et les médecins ne de pas participer au commerce (souvent illicite) de ces espèces et de ne pas introduire dans le milieu naturel des animaux non autochtones.

## Protection
Peu farouche, facile à élever en cage et se reproduisant sans difficulté en captivité, l’Écureuil de Barbarie fait l'objet de braconnage. Il est pourchassé jusque dans les réserves naturelles de l’Aïn Sefra. Une fois capturés, ils sont revendus en couple sur les marchés d'Oran, Chlef, Chéraga et Boudouaou environ 10 000 dinars (une centaine d’euros). L’espèce risque ainsi de disparaître de son aire naturelle. L’UICN l’a donc placée sur la liste des espèces protégées en Algérie. Le commerce se poursuit :  en novembre 2012, il y a eu une saisie de 17 écureuils dans une animalerie réputée d’Annaba, révélant l’existence d’un important réseau de trafiquants. Les rescapés ont été transférés au parc animalier de Braptia (Parc naturel national d’El Kala).
Si l’écureuil au Maroc fait partie des espèces protégées, il n’est cependant pas rare de constater que la capture et le trafic d’écureuil de Barbarie se pratiquent en toute impunité.
Les organismes de protection conseillent d'expliquer la situation aux enfants qui vendent l'animal en bord de route, en demandant de relâcher l'animal mais en considérant bien la situation économique des enfants... Acheter et relâcher quelques kilomètres plus loin peut être une solution alternative.